# ウィーン西駅
ウィーン西駅(Wien Westbahnhof)は、オーストリアの首都ウィーンの鉄道駅。

## 概要
1858年、モーリッツ・ローアの設計によって、ネオ・ルネサンス式の駅舎が建てられた。当時のウィーンは、まさに近代化にむけた都市改造が開始された時期で、街をとりかこむ市壁が残されていた。そのため、中心街からやや離れた所に立地している。第二次世界大戦に際して駅舎が破壊されたため、1954年に近代的な駅舎として再建された。2011年に駅舎が再建された。
オーストリア西部のリンツ、インスブルック、ザルツブルクなどを結ぶ列車が発着するほか、各国を結ぶ国際列車も発着する。ウィーン地下鉄のU3号線とU6号線も停車する。そのほか、駅からはウィーン国際空港や温泉保養地バーデン・バイ・ウィーンへと向かうバスも発着している。

## 駅
片側ホーム1面1線、島式ホーム5面10線の合計6面11線を有する。2・3番線がWestbahn特急、4・5番線がICE超特急、6・7番線がrailjet超特急、8・9番線がオーストリア連邦鉄道 InterCity特急、10・11番線がS 50普通とだいたい発車ホームが決まっているが、REX特別快速・R快速に関してはどのホームからも発車する。
| 番線   | 路線     | 種別                                                                                                  | 行先                       |
| ------ | -------- | --- | -------------------------- |
| 1      | 西部新線 | REX特別快速（一部）                                                                                   | アムシュテッテン方面       |
| 1      | 西部線   | REX特別快速・R快速・S 50普通（各一部）                                                                | アムシュテッテン方面       |
| 2・3   | 西部新線 | Westbahn特急（大部分） ICE超特急（一部）                                                              | ザルツブルク方面           |
| 2・3   | 西部線   | REX特別快速・R快速（各一部）                                                                          | ザルツブルク方面           |
| 2・3   | 東部線   | EuroNight寝台特急「ヴィーナー・ヴァルツァー」                                                         | ブダペスト方面             |
| 4・5   | 西部新線 | ICE超特急（大部分） Westbahn特急・REX特別快速（各一部）                                               | ニュルンベルク方面         |
| 4・5   | 西部線   | REX特別快速・R快速・S 50普通（各一部）                                                                | ニュルンベルク方面         |
| 6・7   | 西部新線 | railjet超特急・EuroNight寝台特急「ヴィーナー・ヴァルツァー」                                          | ザルツブルク方面           |
| 6・7   | 西部線   | REX特別快速・R快速（各一部）                                                                          | ザルツブルク方面           |
| 6・7   | 東部線   | railjet超特急                                                                                         | ブダペスト方面             |
| 8・9   | 西部新線 | InterCity特急・EuroNight寝台特急「フォアアールベルク」「ハンス・アルバース」・REX特別快速（各大部分） | ザルツブルク方面           |
| 8・9   | 西部線   | R快速（一部）                                                                                         | ザルツブルク方面           |
| 8・9   | 北部線   | EuroNight寝台特急                                                                                     | ベルリン・ワルシャワ方面   |
| 10・11 | 西部新線 | EuroNight寝台特急「アレグロ ドン・ジョヴァンニ」 InterCity特急・REX特別快速（各一部）                 | ザルツブルク方面           |
| 10・11 | 西部線   | S 50普通（大部分）                                                                                    | ザルツブルク方面           |
| 10・11 | 東部線   | EuroNight寝台特急「ダキア」                                                                           | ブダペスト・ブカレスト方面 |